# Orthosia annulimacula
Orthosia annulimacula är en nordamerikansk fjärilsart som beskrevs av Smith 1891. Arten ingår i släktet Orthosia och familjen nattflyn. Inga underarter finns listade i Catalogue of Life.